# 浜田如洗
浜田 如洗（はまだ じょせん、1875年（明治8年） ‐ 没年不詳）は、明治から大正にかけての口絵画家、版画家。

## 来歴
富岡永洗の門人。明治8年（1875年）に東京府下谷に生まれる。本名は恵作。始めは父親に絵の手ほどきを受け、明治31年（1898年）から永洗に師事している。師の推薦によって『京都日の出新聞』に入社、挿絵を描いた。その後、東京に戻り『日本新聞』において挿絵を担当するようになった。大正13年（1924年）には村上という版元から新版画「新浮世絵美人合 十二月 雪晴れ」を出版している。

## 作品
- 「金剛石」口絵 江見水蔭作 嵩山堂版 明治34年
- 「丸腰銀次」口絵 武田仰天子作 嵩山堂版 明治36年
- 「楽屋銀杏」口絵 武田仰天子作 嵩山堂版 明治36年
- 「哀れ菊子」後編口絵 竹内翠葉作 大成堂書店版 大正5年